# Гейлдон
Гейлдон (англ. Haledon) — місто (англ. borough) в США, в окрузі Пассаїк штату Нью-Джерсі. Населення — 9052 особи (2020).

## Географія
Гейлдон розташований за координатами 40°56′13″ пн. ш. 74°11′20″ зх. д. / 40.93694° пн. ш. 74.18889° зх. д. (40.936989, -74.188867).  За даними Бюро перепису населення США в 2010 році місто мало площу 2,99 км², з яких 2,99 км² — суходіл та 0,00 км² — водойми. В 2017 році площа становила 3,15 км², з яких 3,15 км² — суходіл та 0,00 км² — водойми.

## Демографія
Згідно з переписом 2010 року, у селищі мешкало 8318 осіб у 2778 домогосподарствах у складі 2027 родин. Було 2932 помешкання
Расовий склад населення:
| - 62,4 % — білих - 11,8 % — чорних або афроамериканців - 6,3 % — азіатів - 0,5 % — корінних американців - 0,1 % — вихідців з тихоокеанських островів - 14,7 % — осіб інших рас |

До двох чи більше рас належало 4,2 %. Частка іспаномовних становила 41,6 % від усіх жителів.
За віковим діапазоном населення розподілялося таким чином: 26,3 % — особи молодші 18 років, 63,3 % — особи у віці 18—64 років, 10,4 % — особи у віці 65 років та старші. Медіана віку мешканця становила 33,7 року. На 100 осіб жіночої статі у селищі припадало 91,4 чоловіків;  на 100 жінок у віці від 18 років та старших — 88,3 чоловіків також старших 18 років.
Середній дохід на одне домашнє господарство  становив 79 139 доларів США (медіана — 64 024), а середній дохід на одну сім'ю — 87 021 долар (медіана — 69 680). Медіана доходів становила 52 439 доларів для чоловіків та 37 440 доларів для жінок. За межею бідності перебувало 12,9 % осіб, у тому числі 22,2 % дітей у віці до 18 років та 3,8 % осіб у віці 65 років та старших.
Цивільне працевлаштоване населення становило 3701 осіб. Основні галузі зайнятості: освіта, охорона здоров'я та соціальна допомога — 24,8 %, роздрібна торгівля — 13,9 %, виробництво — 11,6 %.